# Armour
Pour les articles homonymes, voir Armour (homonymie).
La ville d’Armour est le siège du comté de Douglas, dans l’État du Dakota du Sud, aux États-Unis.
Lors du recensement de 2010, sa population s’élevait à 699 habitants. La municipalité s'étend sur 0,95 mille carré (2,46 km2), estimée à 678 habitants en 2016.

## Histoire
Armour a été fondée en 1886. Elle est nommée en hommage à l’homme d’affaires Philip D. Armour,, président de la compagnie de chemin de fer qui traversait la région et fondateur de la Armour and Company. Cette dernière, spécialisée dans la viande en conserve, a été le plus gros employeur de la ville de Chicago dans les années 1880. Pour remercier les habitants de cet honneur, Armour a offert à la localité la cloche de sa première église.

## Démographie
| 1890 | 1900 | 1910 | 1920  | 1930  | 1940  |
| ---- | ---- | ---- | ----- | ----- | ----- |
| 482  | 912  | 968  | 1 045 | 1 009 | 1 013 |

| 1950 | 1960 | 1970 | 1980 | 1990 | 2000 |
| ---- | ---- | ---- | ---- | ---- | ---- |
| 900  | 875  | 925  | 819  | 854  | 782  |

| 2010 | - | - | - | - | - |
| ---- | - | - | - | - | - |
| 699  | - | - | - | - | - |

## Source
- (en) Cet article est partiellement ou en totalité issu de l’article de Wikipédia en anglais intitulé « Armour, South Dakota » (voir la liste des auteurs).

1. 1 2  (en) Bureau du recensement des États-Unis, « Population, Housing Units, Area, and Density: 2010 - State -- Place and (in selected states) County Subdivision 2010 Census Summary File 1 », sur factfinder.census.gov (consulté le 28 octobre 2017).
2. 1 2  (en) Federal Writers’ Project, South Dakota place-names: Part I State, County, and Town Names, 1940 (lire en ligne), p. 37.
3. ↑  (en) « Profile for Armour, South Dakota, SD », epodunk.com.
4. ↑  (en) « Armour & Co. », encyclopedia.chicagohistory.org.
5. ↑  (en) « Statistiques des États-Unis - Dakota du nord - Profils des comtés de 2010 » (consulté en juillet 2021)